# Vals (Ariège)
 Vals  es una población y comuna francesa, en la región de Mediodía-Pirineos, departamento de Ariège, en el distrito de Pamiers y cantón de Mirepoix. Es un pueblo pintoresco de unos 70 habitantes situado en la orilla del Hers, en la región de Mediodía-Pirineos, departamento de Ariège. Conocido principalmente por la iglesia rupestre del siglo XII Notre-Dame de Vals.
Sus orígenes se remontan a un antiguo oppidum celtíbero.

## Notre-Dame de Vals
Iglesia semi-rupestre románica del siglo X, también denominada Saint-Pierre o Saint-Michel en algunas fuentes atendiendo a sus capillas, parcialmente construida en una roca. 
Acondicionada en dos plantas: en la cripta inferior, en el ábside rectangular, encontramos una ornamentación con frescos románicos de principios del siglo XII de inspiración bizantina, que representan la vida de Cristo; la planta superior es típicamente románica.

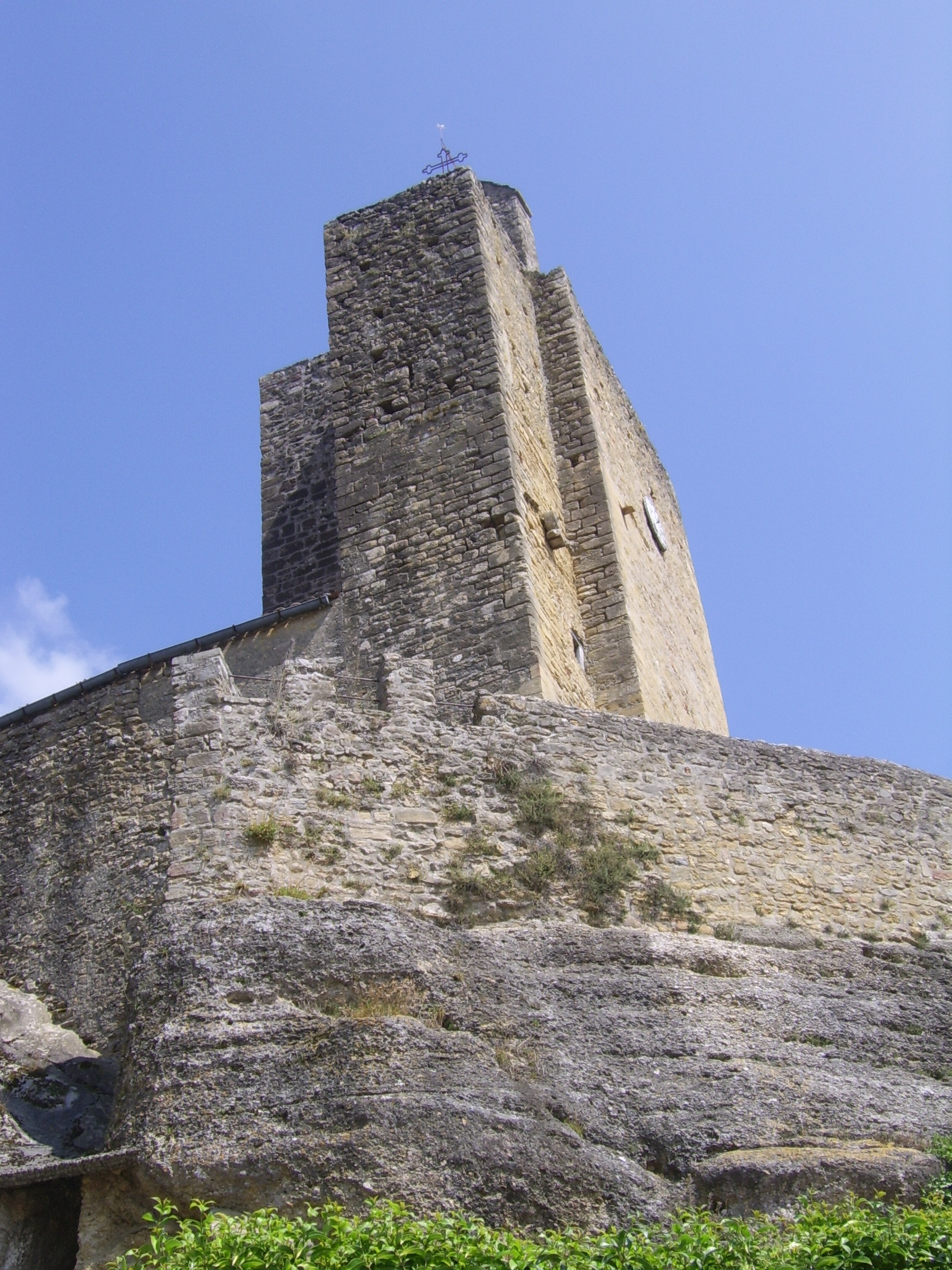
La Iglesia semi-rupestre románica

En el campanario hay una magnífica estela discoidal de piedra típica de la época románica. Fue utilizado como torreón de vigilancia del pueblo durante la guerra de los cien años.

## Demografía
| 80 | 54 | 46 | 45 | 59 | 67 |
| Para los censos de 1962 a 1999 la población legal corresponde a la población sin duplicidades (Fuente: INSEE [Consultar]) |    |    |    |    |    |

## Alcaldías
| Marzo de 2001 |
| ------------- |
| Jean Pons     |